# Municipio de Locke (Indiana)
El municipio de Locke (en inglés: Locke Township) es un municipio ubicado en el condado de Elkhart en el estado estadounidense de Indiana. En el año 2010 tenía una población de 3913 habitantes y una densidad poblacional de 84,96 personas por km².

## Geografía
El municipio de Locke se encuentra ubicado en las coordenadas 41°28′43″N 86°1′50″O / 41.47861, -86.03056. Según la Oficina del Censo de los Estados Unidos, el municipio tiene una superficie total de 46.06 km², de la cual 46,06 km² corresponden a tierra firme y (0 %) 0 km² es agua.

## Demografía
Según el censo de 2010, había 3913 personas residiendo en el municipio de Locke. La densidad de población era de 84,96 hab./km². De los 3913 habitantes, el municipio de Locke estaba compuesto por el 96,12 % blancos, el 0,56 % eran afroamericanos, el 0,33 % eran amerindios, el 0,1 % eran asiáticos, el 1,79 % eran de otras razas y el 1,1 % eran de una mezcla de razas. Del total de la población el 5,88 % eran hispanos o latinos de cualquier raza.